# Lijst van voetbalinterlands Bolivia - Colombia
Deze lijst van voetbalinterlands is een overzicht van alle officiële voetbalwedstrijden tussen de nationale teams van Bolivia en Colombia. De Zuid-Amerikaanse landen speelden tot op heden 33 keer tegen elkaar. De eerste ontmoeting, een vriendschappelijke wedstrijd, werd gespeeld in Bogota op 16 augustus 1938. Het laatste duel, een kwalificatiewedstrijd voor het Wereldkampioenschap voetbal 2026, vond plaats op 10 oktober 2024 in La Paz.

## Wedstrijden
| №  | Plaats         | Datum             | Competitie           | Wedstrijd          | Uitslag |
| -- | -------------- | ----------------- | -------------------- | ------------------ | ------- |
| 1  | Bogota         | 16 augustus 1938  | Vriendschappelijk    | Colombia – Bolivia | 1 – 2   |
| 2  | Santiago       | 21 februari 1945  | Copa América 1945    | Bolivia – Colombia | 3 – 3   |
| 3  | Guayaquil      | 13 december 1947  | Copa América 1947    | Colombia – Bolivia | 0 – 0   |
| 4  | Rio de Janeiro | 6 mei 1949        | Copa América 1949    | Bolivia – Colombia | 4 – 0   |
| 5  | Cochabamba     | 17 maart 1963     | Copa América 1963    | Bolivia – Colombia | 2 – 1   |
| 6  | La Paz         | 14 augustus 1983  | Copa América 1983    | Bolivia – Colombia | 0 – 1   |
| 7  | Bogota         | 31 augustus 1983  | Copa América 1983    | Colombia – Bolivia | 2 – 2   |
| 8  | Rosario        | 1 juli 1987       | Copa América 1987    | Bolivia – Colombia | 0 – 2   |
| 9  | Viña del Mar   | 11 juli 1991      | Copa América 1991    | Colombia – Bolivia | 0 – 0   |
| 10 | Machala        | 20 juni 1993      | Copa América 1993    | Colombia – Bolivia | 1 – 1   |
| 11 | Miami          | 20 februari 1994  | Vriendschappelijk    | Colombia – Bolivia | 2 – 0   |
| 12 | Villavicencio  | 7 april 1994      | Vriendschappelijk    | Colombia – Bolivia | 0 – 1   |
| 13 | Medellin       | 28 maart 1996     | Vriendschappelijk    | Colombia – Bolivia | 4 – 1   |
| 14 | La Paz         | 10 november 1996  | WK 1998 kwalificatie | Bolivia – Colombia | 2 – 2   |
| 15 | La Paz         | 21 juni 1997      | Copa América 1997    | Bolivia – Colombia | 2 – 1   |
| 16 | Barranquilla   | 20 augustus 1997  | WK 1998 kwalificatie | Colombia – Bolivia | 3 – 0   |
| 17 | La Paz         | 26 april 2000     | WK 2002 kwalificatie | Bolivia – Colombia | 1 – 1   |
| 18 | Bogota         | 27 maart 2001     | WK 2002 kwalificatie | Colombia – Bolivia | 2 – 0   |
| 19 | La Paz         | 10 september 2003 | WK 2006 kwalificatie | Bolivia – Colombia | 4 – 0   |
| 20 | Lima           | 9 juli 2004       | Copa América 2004    | Colombia – Bolivia | 1 – 0   |
| 21 | Barranquilla   | 17 november 2004  | WK 2006 kwalificatie | Colombia – Bolivia | 1 – 0   |
| 22 | La Paz         | 17 oktober 2007   | WK 2010 kwalificatie | Bolivia – Colombia | 0 – 0   |
| 23 | Bogota         | 28 maart 2009     | WK 2010 kwalificatie | Colombia – Bolivia | 2 – 0   |
| 24 | La Paz         | 11 augustus 2010  | Vriendschappelijk    | Bolivia – Colombia | 1 – 1   |
| 25 | Santa Fe       | 10 juli 2011      | Copa América 2011    | Colombia – Bolivia | 2 – 0   |
| 26 | La Paz         | 11 oktober 2011   | WK 2014 kwalificatie | Bolivia – Colombia | 1 – 2   |
| 27 | Barranquilla   | 22 maart 2013     | WK 2014 kwalificatie | Colombia – Bolivia | 5 – 0   |
| 28 | La Paz         | 24 maart 2016     | WK 2018 kwalificatie | Bolivia – Colombia | 2 – 3   |
| 29 | Barranquilla   | 23 maart 2017     | WK 2018 kwalificatie | Colombia – Bolivia | 1 – 0   |
| 30 | La Paz         | 2 september 2021  | WK 2022 kwalfiicatie | Bolivia − Colombia | 1 − 1   |
| 31 | Barranquilla   | 24 maart 2022     | WK 2022 kwalificatie | Colombia − Bolivia | 3 − 0   |
| 32 | East Hartford  | 15 juni 2024      | Vriendschappelijk    | Colombia − Bolivia | 3 − 0   |
| 33 | La Paz         | 10 oktober 2024   | WK 2026 kwalfiicatie | Bolivia − Colombia | 1 – 0   |
| 34 | Barranquilla   | 4 september 2025  | WK 2026 kwalificatie | Colombia − Bolivia |         |

## Samenvatting
| Competitie        | Totaal gespeeld | Winst Bolivia | Gelijk | Winst Colombia | Doelsaldo Bolivia – Colombia |
| ----------------- | --------------- | ------------- | ------ | -------------- | ---------------------------- |
| WK-kwalificatie   | 15              | 2             | 4      | 9              | 12 − 26                      |
| Copa América      | 12              | 3             | 5      | 4              | 14 − 14                      |
| Vriendschappelijk | 6               | 2             | 1      | 3              | 5 − 11                       |
| Totaal            | 33              | 7             | 10     | 16             | 31 − 51                      |

Wedstrijden bepaald door strafschoppen worden, in lijn met de FIFA, als een gelijkspel gerekend.

## Details

### Eerste ontmoeting
| Vriendschappelijk (Bogota, Colombia, 16 augustus 1938): |       |                                    |
| Colombia                                                | 1 – 2 | Bolivia                            |
| Rafael Mejia ??'                                        | goals | ??' Mario Alborta ??' Luis Montoya |

### Tweede ontmoeting
| Copa América 1945 (Santiago, Chili, 21 februari 1945):    |       |                                                       |
| Colombia                                                  | 3 – 3 | Bolivia                                               |
| Luis González Rubio 3' Roberto Gamez 7' Roberto Gamez 67' | goals | 57' Raúl Fernández 75' Roque Romero 80' Walter Orozco |

### Derde ontmoeting
| Copa América 1947 (Guayaquil, Ecuador, 13 december 1947): |       |         |
| Colombia                                                  | 0 – 0 | Bolivia |
|                                                           | goals |         |

### Vierde ontmoeting
| Copa América 1949 (Rio de Janeiro, Brazilië, 6 mei 1949):                     |       |          |
| Bolivia                                                                       | 4 – 0 | Colombia |
| Benedicto Godoy 10' Benigno Gutiérrez 55' Nemesio Rojas 77' Víctor Ugarte 81' | goals |          |

### Vijfde ontmoeting
| Copa América 1963 (Cochabamba, Bolivia, 17 maart 1963): |       |                  |
| Bolivia                                                 | 2 – 1 | Colombia         |
| Máximo Alcócer 20' Fortunato Castillo 39'               | goals | 6' Alonso Botero |

### Zesde ontmoeting
| Copa América 1983 (La Paz, Bolivia, 14 augustus 1983): |       |                     |
| Bolivia                                                | 0 – 1 | Colombia            |
|                                                        | goals | 74' Alex Valderrama |
| - Debuut van aanvaller Fernando Salinas voor Bolivia.  |       |                     |

### Zevende ontmoeting
| Copa América 1983 (Bogota, Colombia, 31 augustus 1983):                          |       |                                         |
| Colombia                                                                         | 2 – 2 | Bolivia                                 |
| Alex Valderrama 2' Nolberto Molina 60' (pen.)                                    | goals | 78' José Milton Melgar 80' Silvio Rojas |
| - Laatste interland van José Ernesto Diaz en Oscar Bolaño (32ste) voor Colombia. |       |                                         |

### Achtste ontmoeting
| Copa América 1987 (Rosario, Argentinië, 1 juli 1987): |              | |
| Colombia | 2 – 0        | Bolivia |
| Carlos Valderrama 34' Arnoldo Iguarán 89' | goals        | |
| Francisco Maturana | bondscoach   | Osvaldo Veiga |
| René Higuita Luis Fernando Herrera Luis Carlos Perea Nolberto Molina Carlos Hoyos Leonel Álvarez Carlos Valderrama José Ricardo Pérez Bernardo Redín Antony de Ávila 84' Juan Jairo Galeano 71' | opstellingen | 46' Marco Antonio Barrero Carlos Arias Wilson Avila Rolando Coimbra Miguel Ángel Noro Félix Vera Carlos Borja Eduardo Villegas Roly Paniagua Álvaro Peña 62' Gastón Taborga |
| Arnoldo Iguarán 71' Jorge Porras 84' | wissels      | 46' Luis Galarza 62' Óscar Ramírez |
| René Higuita ??' | gele kaarten | ??' Eduardo Villegas ??' Miguel Ángel Noro ??' Luis Galarza |
| José Ricardo Pérez 83' Luis Carlos Perea 84' | rode kaarten | 81' Rolando Coimbra 86' Roly Paniagua |

### Negende ontmoeting
| Copa América 1991 (Viña del Mar, Chili, 11 juli 1991): |       |         |
| Colombia                                               | 0 – 0 | Bolivia |
|                                                        | goals |         |

### Tiende ontmoeting
| Copa América 1993 (Machala, Ecuador, 20 juni 1993): |       |                      |
| Colombia                                            | 1 – 1 | Bolivia              |
| Orlando Maturana 18' (pen.)                         | goals | 14' Marco Etcheverry |

### Elfde ontmoeting
| Vriendschappelijk (Miami, Verenigde Staten, 20 februari 1994): |       |         |
| Colombia                                                       | 2 – 0 | Bolivia |
| Miguel Asprilla 29' Wilson Pérez 77' (pen.)                    | goals |         |

### Twaalfde ontmoeting
| Vriendschappelijk (Villavicencio, Colombia, 7 april 1994): |       |                  |
| Colombia                                                   | 0 – 1 | Bolivia          |
|                                                            | goals | 52' Mario Pinedo |

### Dertiende ontmoeting
| Vriendschappelijk (Medellin, Colombia, 28 maart 1996):                           |       |                   |
| Colombia                                                                         | 4 – 1 | Bolivia           |
| Adolfo Valencia 11' Alexis Mendoza 32' Faustino Asprilla 37' Adolfo Valencia 38' | goals | 10' Óscar Sánchez |

### Veertiende ontmoeting
| WK 1998 kwalificatie (La Paz, Bolivia, 10 november 1996): |       |                                             |
| Bolivia                                                   | 2 – 2 | Colombia                                    |
| Marco Sandy 16' Jaime Moreno 44'                          | goals | 39' (pen.) Mauricio Serna 54' Freddy Rincón |
| - Debuut van Fernando Ochoaizpur voor Bolivia.            |       |                                             |

### Vijftiende ontmoeting
| Copa América 1997 (La Paz, Bolivia, 21 juni 1997): |       |                    |
| Bolivia                                            | 2 – 1 | Colombia           |
| Marco Etcheverry 3' Erwin Sánchez 23'              | goals | 56' Hernán Gaviria |

### Zestiende ontmoeting
| WK 1998 kwalificatie (Barranquilla, Colombia, 20 augustus 1997): |              | |
| Colombia | 3 – 0        | Bolivia |
| Antony de Ávila 1' Carlos Valderrama 30' Faustino Asprilla 76' | goals        | |
| Hernán Darío Gómez | bondscoach   | Antonio López Habas |
| Óscar Córdoba Jorge Bermúdez Iván Córdoba John Pérez Hugo Galeano Mauricio Serna Carlos Valderrama Wilmer Cabrera Freddy Rincón 75' Faustino Asprilla 85' Antony de Ávila | opstellingen | Carlos Trucco Juan Manuel Peña Marco Sandy Óscar Sánchez 46' Fernando Ochoaizpur Sergio Castillo Ruben Tufiño Marco Etcheverry 67' Jaime Moreno Luis Cristaldo Erwin Sánchez |
| Víctor Pacheco 75' Jorge Bolaño 85' | wissels      | 46' Mauro Blanco 67' Demetrio Angola |
| John Pérez ??' Freddy Rincón ??' Hugo Galeano ??' | gele kaarten | ??' Luis Cristaldo ??' Fernando Ochoaizpur ??' Erwin Sánchez ??' Juan Manuel Peña                                                                                            |
| | rode kaarten | 82' Ruben Tufiño |

### Zeventiende ontmoeting
| WK 2002 kwalificatie (La Paz, Bolivia, 26 april 2000): |              | |
| Bolivia | 1 – 1        | Colombia |
| Erwin Sánchez 17' | goals        | 39' Jairo Castillo |
| Carlos Aragonés | bondscoach   | Luis Augusto García |
| José Carlos Fernández Juan Manuel Peña Marco Sandy 32' Luis Gatty Ribeiro Iván Castillo Vladimir Soria Luis Cristaldo Raúl Gutiérrez 63' Erwin Sánchez Víctor Antelo 46' Jaime Moreno | opstellingen | Óscar Córdoba Iván Córdoba Jorge Bermúdez Mario Yepes Alexander Viveros Arley Dinas 81' Frankie Oviedo Freddy Rincón 79' Gonzalo Martínez Jairo Castillo 65' Hamilton Ricard |
| Miguel Rimba 32' Roger Suárez 46' Gonzalo Galindo 63' | wissels      | 65' Juan Pablo Ángel 79' James Cardona 81' Wilmer Ortegón |
| Juan Manuel Peña 27' | gele kaarten | 4' Freddy Rincón 23' Jorge Bermúdez 38' Gonzalo Martínez 55' Frankie Oviedo                                                                                                  |
| Erwin Sánchez 73' | rode kaarten | 78' Mario Yepes |

### Achttiende ontmoeting
| WK 2002 kwalificatie (Bogota, Colombia, 27 maart 2001): |              | |
| Colombia | 2 – 0        | Bolivia |
| Juan Pablo Ángel 52' Juan Pablo Ángel 73' (pen.) | goals        | |
| Luis Augusto García | bondscoach   | Carlos Aragonés |
| Óscar Córdoba Mario Yepes Mauricio Serna Arley Dinas Víctor Bonilla 46' Jersson González Fredy Grisales Gerardo Bedoya Juan Pablo Ángel 83' Víctor Aristizábal 46' Faustino Asprilla | opstellingen | José Carlos Fernández Juan Manuel Peña Marco Sandy Ronald Arana Luis Ribeiro Raúl Justiniano Joselito Vaca 58' Carlos Cárdenas Percy Colque Richard Rojas 78' Milton Coimbra |
| Alexander Viveros 46' David Ferreira 46' Romero Quintana 83' | wissels      | 58' Róger Suárez 78' Líder Paz |
| Víctor Aristizábal 41' Mauricio Serna 41' Juan Pablo Ángel 82' | gele kaarten | 84' Percy Colque |

### Negentiende ontmoeting
| WK 2006 kwalificatie (La Paz, Bolivia, 10 september 2003): |              | |
| Bolivia | 4 – 0        | Colombia |
| Julio César Baldivieso 11' (pen.) Joaquín Botero 27' Joaquín Botero 49' Joaquín Botero 59' | goals        | |
| Nelson Acosta | bondscoach   | Francisco Maturana |
| Leonardo Fernández 46' Juan Manuel Peña Luis Gatty Ribeiro Juan Carlos Paz Óscar Sánchez Róger Suárez 63' Richard Rojas 75' Luis Cristaldo Julio César Baldivieso Limberg Méndez Joaquín Botero | opstellingen | Óscar Córdoba Gonzalo Martínez Iván Córdoba Mario Yepes Roberto Carlos Cortés 46' Jairo Patiño 46' Giovanny Hernández Jhon Viáfara 46' Fabián Vargas Juan Pablo Ángel Víctor Aristizábal |
| José Carlos Fernández 46' Raúl Justiniano 63' Ronald García 75' | wissels      | 46' Mauricio Molina 46' Rafael Castillo 46' Javier Restrepo |
| Juan Carlos Paz 52' Ronald García 86' | gele kaarten | 53' Roberto Carlos Cortés |
| | rode kaarten | 64' Iván Córdoba |

### Twintigste ontmoeting
| Copa América 2004 (Lima, Peru, 9 juli 2004): |              | |
| Colombia | 1 – 0        | Bolivia |
| Edixon Perea 90' | goals        | |
| Reinaldo Rueda | bondscoach   | Ramiro Blacutt |
| Juan Carlos Henao Gonzalo Martínez Andrés Orozco Arley Dinas Gustavo Victoria Jairo Patiño Oscar Díaz Abel Aguilar 85' David Ferreira 79' Tressor Moreno 71' Sergio Herrera | opstellingen | Leonardo Fernández Sergio Jáuregui Ronald Raldes Ronald Arana Lorgio Álvarez Ruben Tufiño Limbert Pizarro Limberg Gutiérrez 35' Luis Cristaldo 65' Miguel Mercado Joaquín Botero |
| Elkin Murillo 71' Edixon Perea 79' Jhon Viáfara 85' | wissels      | 35' Wálter Flores 65' Róger Suárez |
| Arley Dinas 23' | gele kaarten | 20' Ruben Tufiño 34' Sergio Jaúregui 67' Wálter Flores |

### 21ste ontmoeting
| WK 2006 kwalificatie (Barranquilla, Colombia, 17 november 2004): |              | |
| Colombia | 1 – 0        | Bolivia |
| Mario Yepes 18' | goals        | |
| Reinaldo Rueda | bondscoach   | Ramiro Blacutt |
| Miguel Ángel Calero Luis Perea Iván Córdoba Mario Yepes Alexander Viveros Víctor Pacheco 76' Freddy Grisales Javier Restrepo Frankie Oviedo 62' Elkin Murillo 70' Juan Pablo Ángel | opstellingen | Leonardo Fernández Sergio Jáuregui Ronald Raldés Ronald Arana Lorgio Álvarez 76' Rubén Tufiño Limberg Gutiérrez 80' Juan Manuel Peña Luis Cristaldo Joaquín Botero 46' Milton Coimbra |
| Andrés Pérez 62' David Ferreira 70' Giovanni Hernández 76' | wissels      | 46' Gonzalo Galindo 76' Getulio Vaca 80' Juan Carlos Arce |
| | gele kaarten | 84' Ronald Raldes |

### 22ste ontmoeting
| WK 2010 kwalificatie (La Paz, Bolivia, 17 oktober 2007): |              | |
| Bolivia | 0 – 0        | Colombia |
| | goals        | |
| Erwin Sánchez | bondscoach   | Jorge Luis Pinto |
| Sergio Galarza Ricardo Verduguez Luis Ribeiro Santos Amador Ronald Raldes Leonel Reyes Gualberto Mojica Jhasmani Campos 46' Limberg Gutiérrez Juan Arce 72' Augusto Andaveris 55' | opstellingen | Agustín Julio Gerardo Vallejo Aquivaldo Mosquera Wálter Moreno Javier Arizala 55' David Ferreira 85' Yulian Anchico José Amaya Carlos Sánchez 63' Carmelo Valencia Wason Rentería |
| Joselito Vaca 46' Diego Cabrera 55' Ronald Gutiérrez 72' | wissels      | 55' Aldo Ramírez 63' Jaime Castrillón 85' Jorge Banguero |
| Sergio Galarza ??' | gele kaarten | ??' Agustín Julio ??' Aquivaldo Mosquera ??' Javier Arizala ??' Yulian Anchico |
| Leonel Reyes ??', 69' | rode kaarten | |

### 23ste ontmoeting
| WK 2010 kwalificatie (Bogota, Colombia, 28 maart 2009): |       |         |
| Colombia                                                | 2 – 0 | Bolivia |
| Macnelly Torres 26' Wason Rentería 88'                  | goals |         |

### 24ste ontmoeting
| Vriendschappelijk (La Paz, Bolivia, 11 augustus 2010): |       |                  |
| Bolivia                                                | 1 – 1 | Colombia         |
| Roberto Galindo 64'                                    | goals | 40' Carlos Bacca |

### 25ste ontmoeting
| Copa América 2011 (Santa Fe, Argentinië, 10 juli 2011): |       |         |
| Colombia                                                | 2 – 0 | Bolivia |
| Radamel Falcao 14' Radamel Falcao 28' (pen.)            | goals |         |

### 26ste ontmoeting
| WK 2014 kwalificatie (La Paz, Bolivia, 11 oktober 2011): |              | |
| Bolivia | 1 – 2        | Colombia |
| Wálter Flores 84' | goals        | 48' Dorlan Pabón 90' Radamel Falcao |
| Gustavo Quinteros | bondscoach   | Leonel Álvarez |
| Daniel Vaca Lorgio Álvarez 78' Ronald Rivero Ronald Raldes Luis Gutiérrez 70' Jaime Robles Wálter Flores Rudy Cardozo Pablo Escobar Marcelo Moreno 71' Juan Carlos Arce | opstellingen | David Ospina Juan Camilo Zúñiga Luis Perea Aquivaldo Mosquera Abel Aguilar Carlos Sánchez 62' Dorlan Pabón 70' Fredy Guarín Pablo Armero James Rodríguez 78' Teófilo Gutiérrez |
| Jhasmani Campos 70' Augusto Andaveris 71' José Chávez 78' | wissels      | 62' Dayro Moreno 70' Diego Chará 78' Radamel Falcao |
| Pablo Escobar 28' Ronald Raldes 66' José Chávez 90' | gele kaarten | 50' Luis Perea |
| - Eerste duel van Colombia onder leiding van bondscoach Leonel Álvarez.                                                                                                 |              | |

### 27ste ontmoeting
| WK 2014 kwalificatie (Barranquilla, Colombia, 22 maart 2013): |              | |
| Colombia | 5 – 0        | Bolivia |
| Macnelly Torres 20' Carlos Valdés 50' Teófilo Gutiérrez 62' Radamel Falcao 86' Pablo Armero 90'                                                                                 | goals        | |
| José Pékerman | bondscoach   | Xabier Azkargorta |
| David Ospina Juan Cuadrado 78' Juan Camilo Zúñiga Mario Yepes Juan Valencia Carlos Valdés Abel Aguilar Macnelly Torres 86' Teófilo Gutiérrez Radamel Falcao James Rodríguez 83' | opstellingen | 46' Carlos Arias Luis Gutierrez Marvin Bejarano Edward Zenteno Rony Jiménez 58' Nacho García Alejandro Chumacero Wálter Flores Gualberto Mojica 46' Carlos Saucedo Marcelo Moreno |
| Pablo Armero 78' Fredy Guarín 83' Aldo Ramírez 86' | wissels      | 46' Sergio Galarza 46' Rudy Cardozo 58' Juan Arce |
| Mario Yepes 45' | gele kaarten | 42' Marvin Bejarano |

### 29ste ontmoeting
| WK 2018 kwalificatie (Barranquilla, Colombia, 23 maart 2017): |       |         |
| Colombia                                                      | 1 – 0 | Bolivia |
| James Rodríguez 83'                                           | goals |         |